# Jan Perner

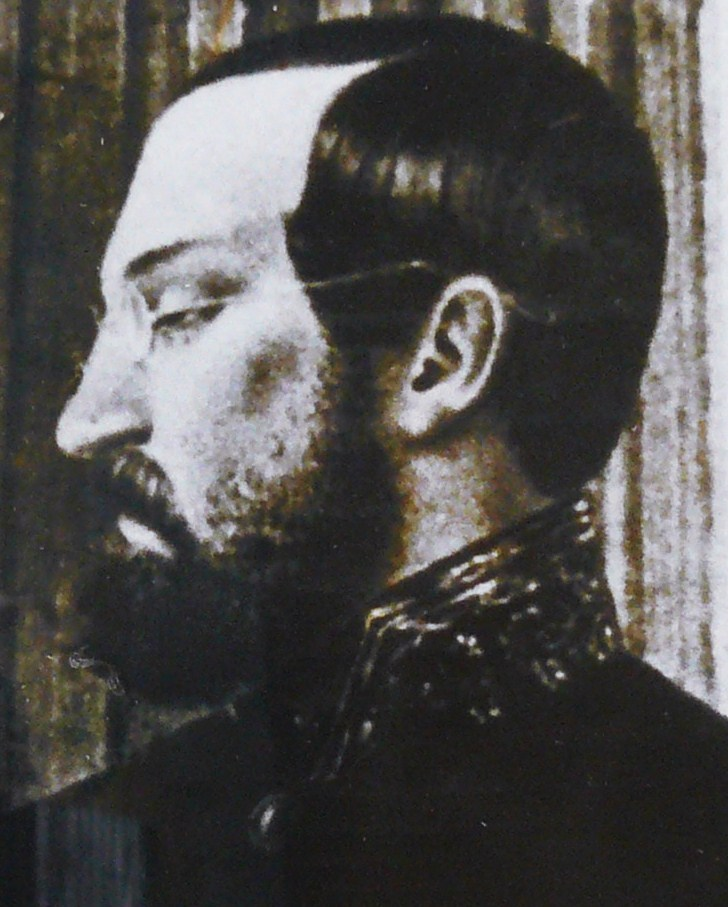
Jan Perner

Jan Perner, auch Johann Perner, (* 7. September 1815 in Bratschitz bei Časlau, Königreich Böhmen, Kaisertum Österreich; † 10. September 1845 in Pardubitz) war ein böhmischer Eisenbahningenieur.

## Leben

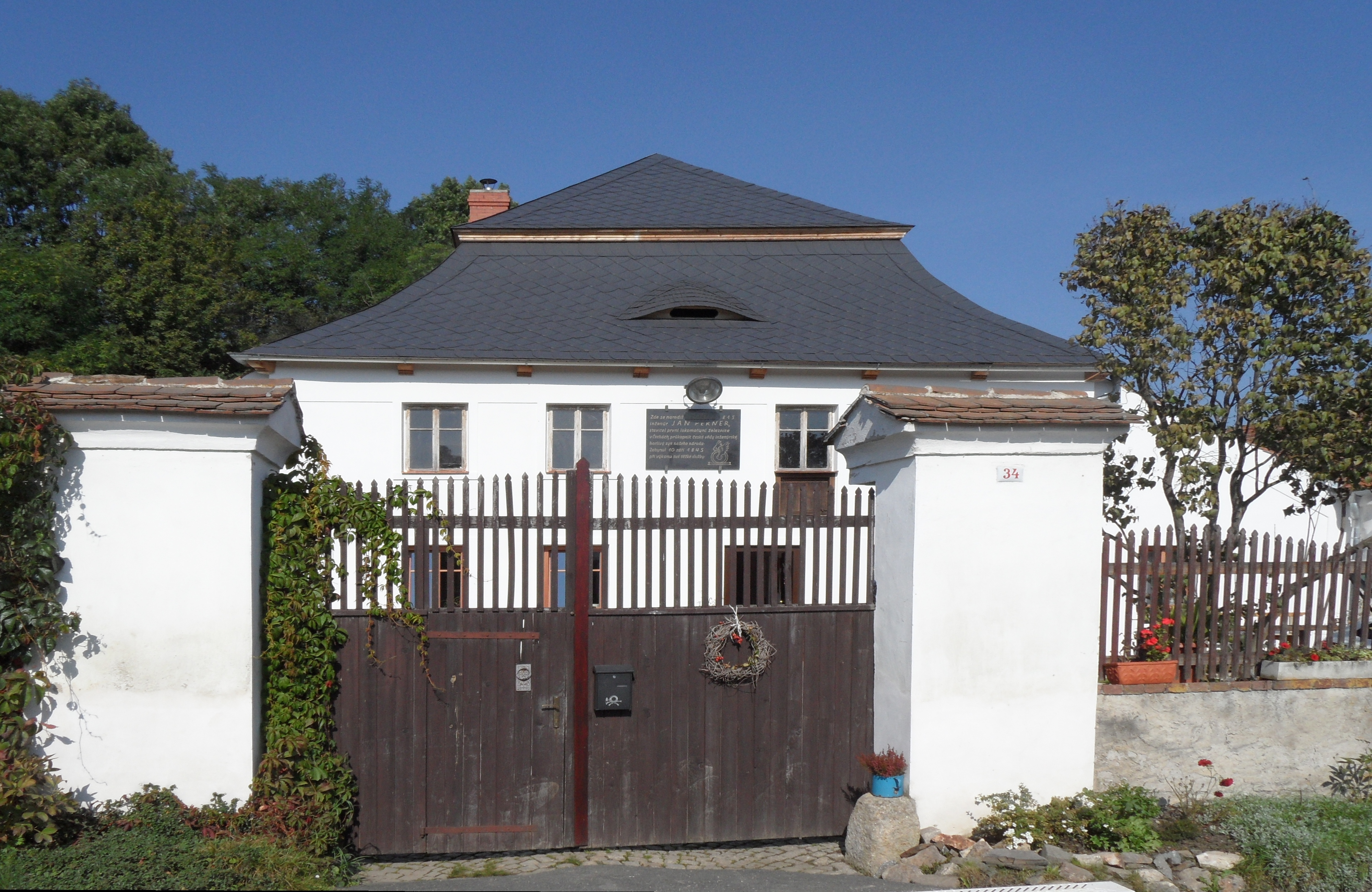
Wassermühle in Bratčice: Geburtsort Jan Perners

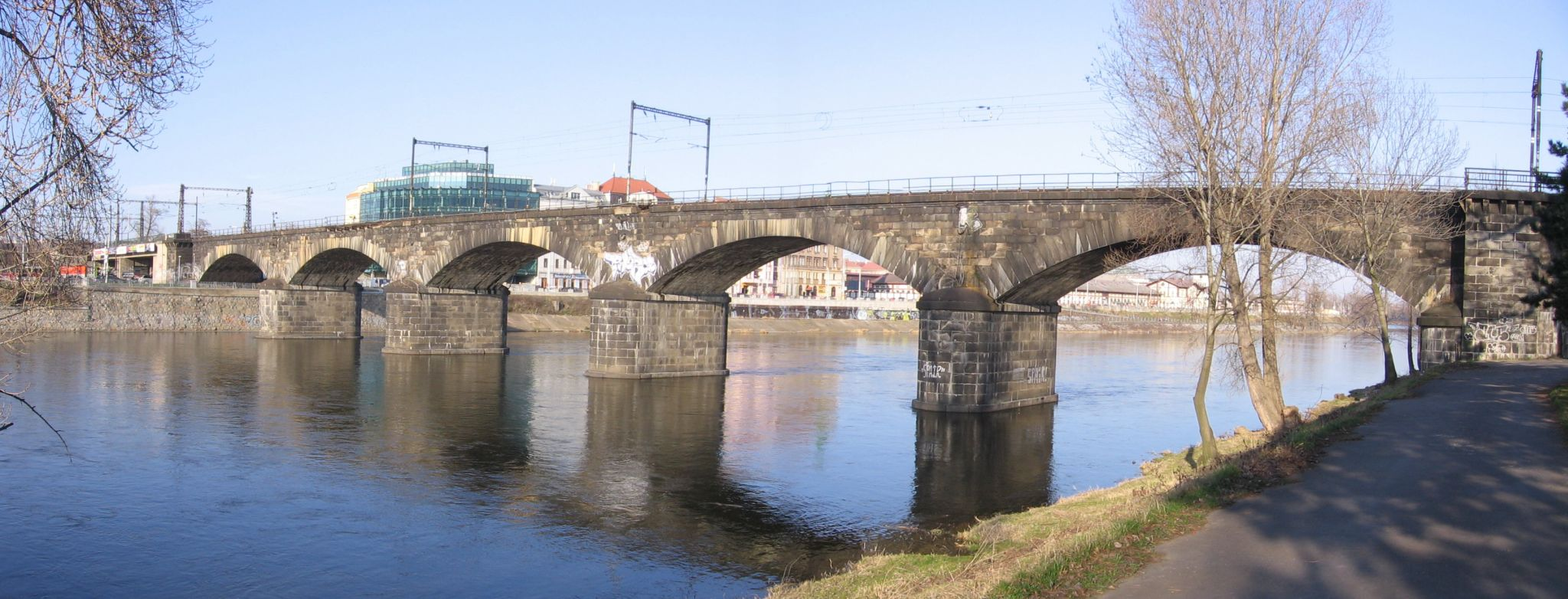
Negrelli-Viadukt in Prag

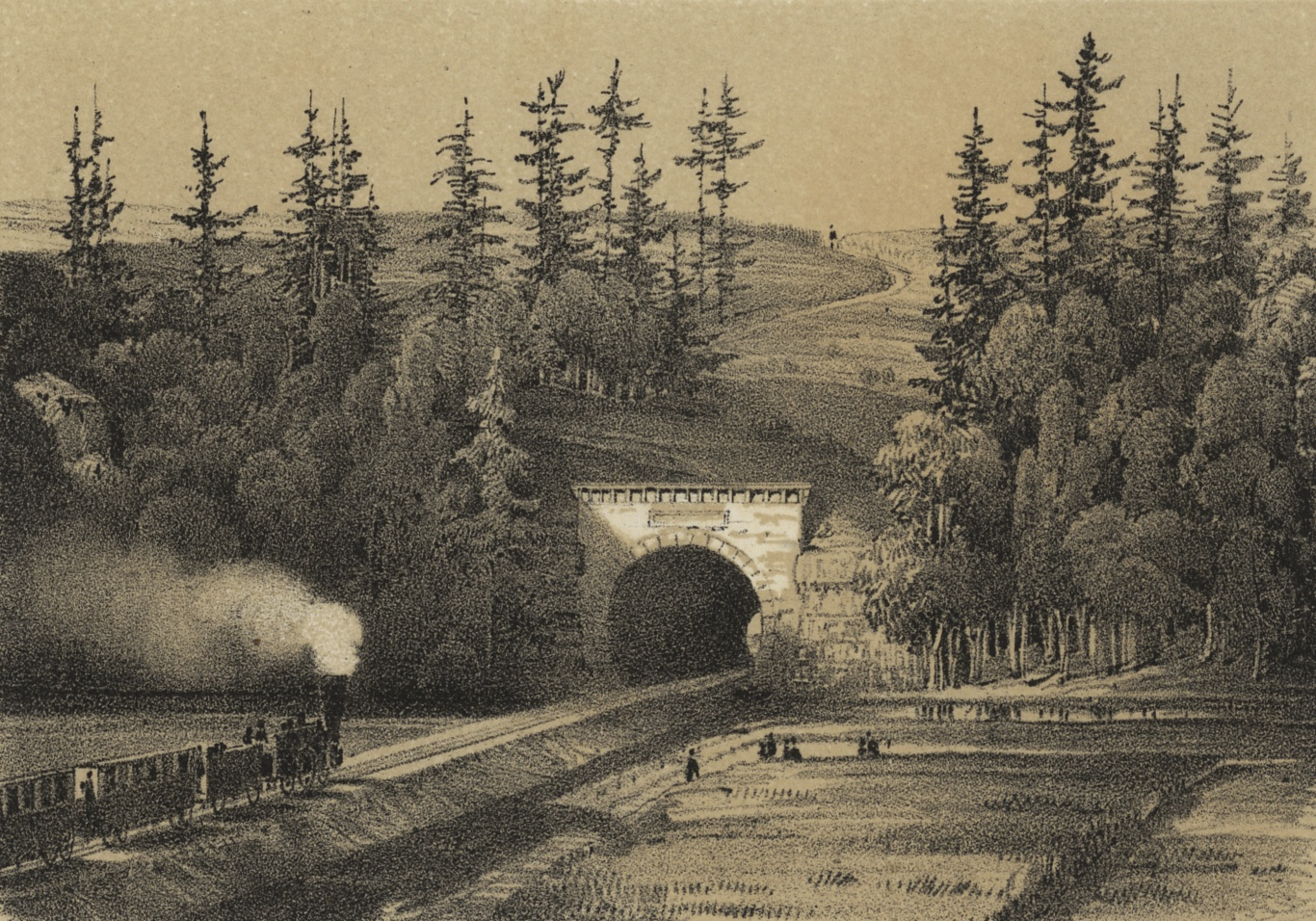
Zeichnung des Tunnels Chotzen: Unfallort Perners

Perner wurde als Sohn eines Müllers geboren. Er besuchte von 1822 bis 1827 die Volksschule in Potěhy, danach bis 1830 die Teinschule in Prag. Entgegen dem Willen seines Vaters, begann er eine Ausbildung an der Polytechnischen Schule in Prag, die er 1833 als Ingenieur beendete. Sein Studium hatte er sich als Nachhilfelehrer selbst finanziert.
Zunächst war er Gehilfe im Wirtschaftsamt zu Gitschin und Amtsschreiber in Milíčeves.
1836 bewarb er sich auf ein Inserat und wurde nach gemeinsamen Studienreisen durch England und Belgien zunächst 1836 Mitarbeiter von Franz Anton von Gerstner beim Bau der Zarskoje-Selo-Bahn bei Sankt Petersburg als kaiserlich-russischer Ingenieur. Wegen des langsamen Baufortschritts, infolge dessen er einen lokalen Aufseher körperlich bestrafen ließ, wurde er im gleichen Jahr auf Betreiben der russischen Behörden entlassen und musste Russland verlassen. Er reiste daraufhin zurück nach Österreich und arbeitete in Lemberg wiederum einige Monate als Schreiber. 
Ab Juni 1837 fand er eine Anstellung bei der Kaiser Ferdinands-Nordbahn, wo er zunächst die Strecke von Lundenburg nach Mährisch Weißkirchen plante. Ab dem Sommer 1839 war Perner bauführender Ingenieur der Bahnstrecke von Lundenburg nach Brünn. Danach wurde er mit Projektionsarbeiten im Abschnitt von Mährisch Ostrau nach Auschwitz beauftragt. 
Perner war anschließend an den Trassenentwürfen für die Bahnverbindung zwischen Wien und Prag beteiligt. Es wurden sieben Varianten betrachtet, von denen die Strecke über Olmütz und das Elbetal die längste war. Perner jedoch glaubte so sehr an diese Trasse, dass er seine Verwandten zu großen Spekulationen (an Land und Bauholz) bewegte. Ende 1841 entschied sich die Verwaltung zur Errichtung der sogenannten k.k. Nördlichen Staatsbahn von Olmütz nach Prag und Dresden. Am 26. November 1842 genehmigte der Kaiser seinen Entwurf für eine Strecke von Prag nach Dresden. Zugleich plante Perner die Lage des heutigen Masaryk-Bahnhofs in Prag. 
Seit März 1842 als Oberingenieur der Staatsbahnen verbeamtet, leitete Perner ab Oktober 1843 den Bau der Eisenbahnstrecke von Pardubitz nach Prag inklusive des Negrelli-Viadukts in Prag-Karolinenthal über die Moldau. Am 20. August 1845 wurde die Strecke durch seinen vorgesetzten Ingenieur Alois Negrelli feierlich eröffnet. Im Frühjahr 1845 leitete Perner die Trassierungsarbeiten für die Bahnstrecke Prag-Tetschen zur sächsischen Grenze.
Seit 1842 lebte er in Prag. Dort bewegte er sich in Kreisen der böhmischen Patrioten, sein größtes Interesse galt dabei dem tschechischsprachigen Theater. Er wirkte im Vereins zur Ermunterung des Gewerbsgeistes in Böhmen mit und zählte führende Mitglieder der Patriotenbewegung wie František Ladislav Rieger und Antonín Strobach zu seinen Freunden. 
Bei der Rückkehr von einer Dienstreise aus Mähren, drei Wochen nach Eröffnung der von ihm errichteten Bahnlinie, lehnte er sich nach der Ausfahrt des Tunnels Chotzen aus dem fahrenden Zug und stieß mit dem Kopf gegen einen Signalpfosten. Erst beim Aussteigen in Pardubitz brach er zusammen. An den Folgen der Kopfverletzungen starb er einen Tag später. Perner wurde am Pardubitzer Stadtfriedhof St. Johannes bestattet. Perner wurde damit das erste Opfer eines Bahnunfalls in Böhmen.

## Ehrungen
Den Namen Jan Perner tragen:
- die verkehrswissenschaftliche Fakultät der Universität Pardubice (Dopravní fakulta Jana Pernera)[1]
- ein InterCity-Zug des tschechischen Bahnunternehmens České dráhy
- diverse Straßen und Plätze in Pardubitz, Bratschitz, Böhmisch-Trübau, Prag, Ostrau und Uvaly u Prahy.
- die staatliche Güterverkehrsgesellschaft ČD Cargo präsentierte im Rahmen der Rail Business Days 2024 in Ostrava eine Güterzuglokomotive des Typs Siemens Vectron in einer Sonderbeklebung[2]

Anlässlich seines 200. Geburtstages wurde 2015 in Pardubitz die Jan-Perner-Gesellschaft gegründet.